# Sinagoga grande di Katowice
La sinagoga grande di Katowice, ora scomparsa, era la sinagoga monumentale di Katowice, in Polonia, e al tempo l'edificio più imponente e distintivo della città. Costruita tra il 1896 e il 1900 in stile eclettico, fu incendiata dai nazisti l'8 settembre 1939, nei giorni immediatamente seguenti l'inizio della seconda guerra mondiale, e quindi totalmente demolita.

## Storia
La presenza ebraica a Katowice risale al XVIII secolo ed era rapidamente cresciuta nel secolo seguente, superando già all'inizio del Novecento le 2.000-3.000 persone e raggiungendo negli anni '30 le 9.000 persone.

### La sinagoga
La sinagoga di Katowice si trovava lungo la via Ufer, poi via August Schneider (oggi via Mickiewicza). Fu costruita negli anni 1896-1900 in luogo di una precedente sinagoga, la sinagoga vecchia di Katowice, che pur edificata nel 1862 ed ampliata nel 1880 si era rivelata sottodimensionata rispetto alle esigenze di una comunità in grande crescita demografica.
A costruire la nuova sinagoga fu chiamato l'architetto Max Grünfeld, figlio di quel Ignatz Grünfeld che aveva progettato la sinagoga vecchia. Max Grünfeld trasse ispirazione dalle sinagoghe della riforma tedesca (tra le altre, la sinagoga nuova di Berlino e la sinagoga di Bohum). La sinagoga vecchia fu demolita.
La sinagoga grande di Katowice fu eretta in uno stile eclettico combinando elementi neo-gotici, neo-rinascimentali e neo-moreschi. Il tratto più caratteristico era una grande cupola con lanterna, sontuosamente decorata, posta direttamente sopra la sala di preghiera principale. Sulle pareti si aprivano degli enormi finestroni, costruiti in stile tardo gotico, con una ricca, elaborata decorazione a traforo e un frontone che culminava in una guglia. La grande sala di preghiera poteva accogliere 1120 persone a sedere (670 uomini e 514 donne).
L'inaugurazione ufficiale avvenne il 12 ottobre 1900 per la festa di Rosh Hashanah. Nel 1901 vi si tenne un congresso del World Zionist Organization (WZO). Il culto nella sinagoga era improntato a grande solennità e decoro, secondo la tradizione tedesca, e norme rigide e precise regolavano il comportamento dei partecipanti. Il testo dei sermoni offerti dai rabbini era pubblicato sul giornale della comunità.

### L'Olocausto
La sinagoga di Katowice fu data alle fiamme dai nazisti già l'8 settembre 1939, ovvero pochi giorni dopo l'inizio dell'invasione della Polonia, con la scusa di ospitare dei fantomatici cecchini nemici. I programmi di rapida germanizzazione della città prevedevano infatti che si facesse sparire ogni traccia della presenza ebraica in città nel più breve tempo possibile. Anche l'intera comunità ebraica di Katowice fu fatta "sparire" già nel corso del 1939, espulsa e deportata in altri ghetti della Polonia. La maggior parte degli ebrei di Katowice perirà nell'Olocausto.

## La memoria

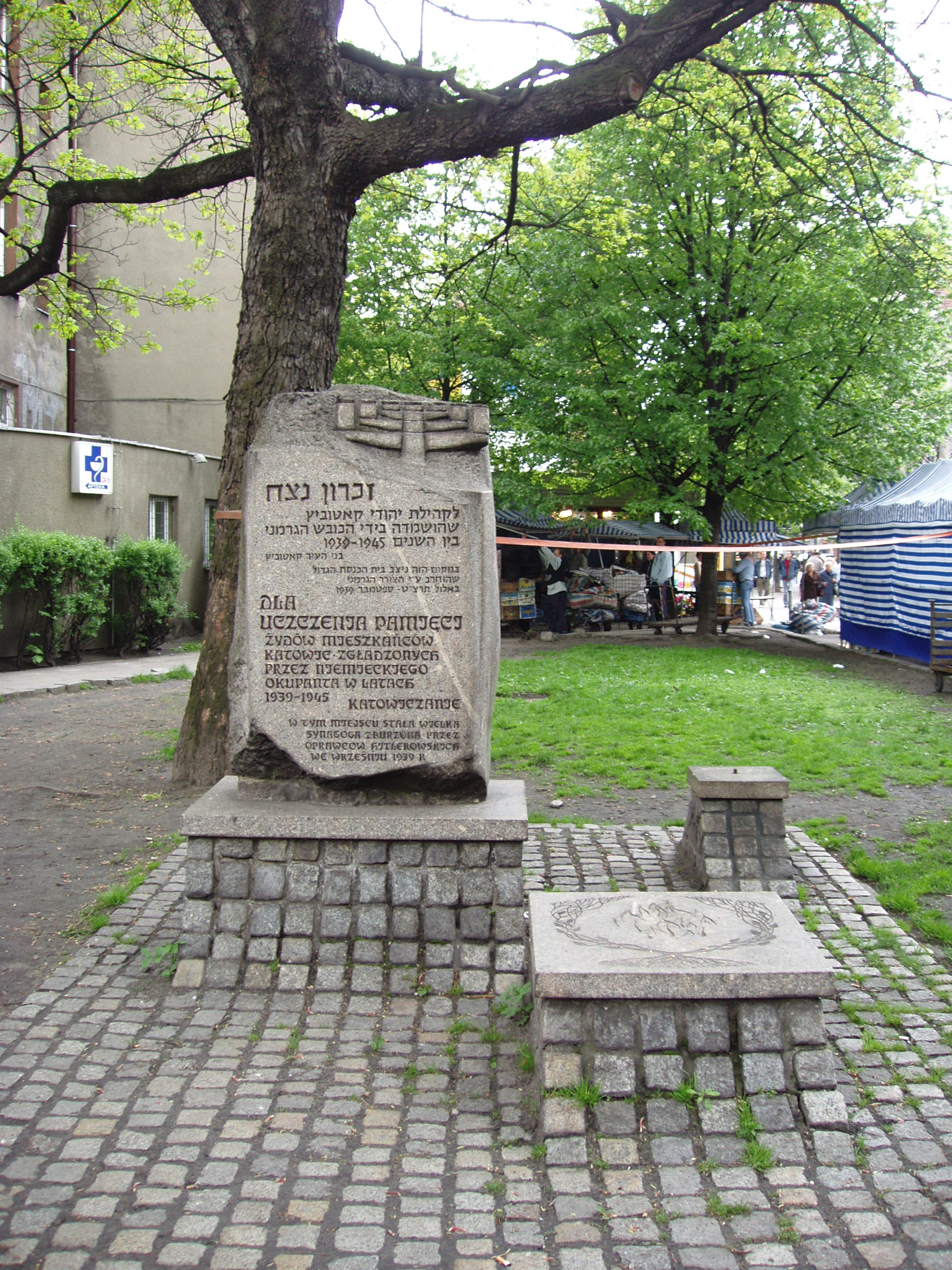
Il monumento commemorativa del 1988

La pressoché totale scomparsa della comunità ebraica locale ed il clima politico segnato da un persistente antisemitismo resero impraticabile ogni progetto di ricostruzione nel dopoguerra. Le rovine della sinagoga furono rimosse.
Attualmente, sul luogo dove sorgeva la sinagoga, c'è una piazza adibita a mercato all'aperto. Il 27 giugno 1988 vi è stato collocato un monumento commemorativo, opera di Mirosław Kiciński. L'iscrizione (in polacco ed ebraico) recita:
"In memoria degli ebrei, abitanti di Katowice, uccisi dall'invasore tedesco nel 1939-1945".
Il luogo fu rinominato Plac Synagogi ("piazza della sinagoga") con una risoluzione del consiglio comunale di Katowice dell'8 ottobre 1990.